# Martin Schwartz (mercenaire)
Martin Schwartz (mort le 16 juin 1487) est un mercenaire allemand qui meurt à la bataille de Stoke, combattant pour le prétendant yorkiste Lambert Simnel.

## Biographie
Schwartz est né à Augsbourg, fils d'un cordonnier. Capable mais arrogant, il devient rapidement chef d'un bataillon de mercenaires. Il est pour la première fois cité comme combattant pour Charles le Téméraire lors du siège de Neuss en 1475. En 1486, il est recruté par Maximilien, roi des Romains, pour débarrasser les Pays-Bas bourguignons de la présence française et supprimer une rébellion en Flandres. Schwartz commande 200 mercenaires suisses.
Lorsque John de la Pole, 1er comte de Lincoln, s'enfuit en mars 1487 de la cour du roi Henri VII d'Angleterre pour soutenir en Bourgogne la cause du prétendant yorkiste Lambert Simnel, sa tante Marguerite d'York signe un contrat avec Martin Schwartz pour fournir une force d'invasion de 2 000 hommes à Lincoln. Lincoln et Schwartz sont tués à la bataille de Stoke, remportée par Henri VII.